# كوير أباد (حسين أباد كردها)
کویر أباد (بالفارسية: کویرآباد) هي منطقة سكنية تقع في إيران في البلدة المركزية.